# Chenopodium gaudichaudianum
Chenopodium gaudichaudianum är en amarantväxtart som först beskrevs av Horace Bénédict Alfred Moquin-Tandon, och fick sitt nu gällande namn av Paul G. Wilson. Chenopodium gaudichaudianum ingår i släktet ogräsmållor, och familjen amarantväxter. Inga underarter finns listade i Catalogue of Life.